# آرتور میلز (بازیکن فوتبال، زاده ۱۹۰۶)
آرتور میلز (انگلیسی: Arthur Mills؛ زادهٔ ۱ ژانویهٔ ۱۹۰۶) بازیکن فوتبال اهل بریتانیا است.
از باشگاه‌هایی که در آن بازی کرده‌است می‌توان به باشگاه فوتبال لوتون تاون اشاره کرد.